# Rywociny (województwo warmińsko-mazurskie)
Rywociny (niem. Rywoczin) – wieś w Polsce, położona w województwie warmińsko-mazurskim, w powiecie działdowskim, w gminie Działdowo. 
| SIMC    | Nazwa | Rodzaj    |
| ------- | ----- | --------- |
| 0997520 | Góry  | część wsi |

W latach 1975–1998 wieś administracyjnie należała do województwa ciechanowskiego.
Wieś wzmiankowana w dokumentach w 1334 r. jako Rywoczyn, w przywileju króla Kazimierza Wielkiego dla wsi Gnojno. Później także w roku 1371 w dokumentach krzyżackich. Na początku XV w. w Rywocinach mieszkał kmieć Obłuda. W 1480 r. Piotr, Paweł, Mikołaj i inni mieszkańcy wsi prosili o odnowienie przywileju kolacyjnego na prawie chełmińskim na 30 włók w Rywocinach. W XV wieku we wsi mieszkali sami Polacy. Z tej miejscowości najprawdopodobniej wywodzi się ród Prus-Rywockich. W XVII w. wieś należała do Alberta Kozłowskiego.
W 1885 r. we wsi, obejmującej 333 ha, było 45 domów i 225 mieszkańców.